# Johan von Engeström (1844–1938)
Johan Oscar Theodor von Engeström, född 20 december 1844 i Stockholm, död där 29 september 1938, var en svensk ämbetsman och jordbruksekonom. Han var son till vice häradshövdingen Lars August von Engeström och sonson till Johan Mathias von Engeström.
von Engeström blev student vid Uppsala universitet 1863 och studerade där juridik och avlade 1866 kansliexamen. Därefter blev han 1867 extraordinarie kanslist i Civildepartementet, avlade examen till rättegångsverken 1868 och blev samma år auskultant i Svea hovrätt. 1870 blev von Engeström vice häradshövding och extraordinarie notarie i Svea hovrätt samt 1871 extraordinarie kanslist hos justitiekanslern. Han var lärare i nationalekonomi vid Skogsinstitutet 1875-1905 och 1893-1905 även i lagkunskap. 1888-1909 var han även registrator vid Justitiekanslersämbetet. Han var 1912-1924 kamrerare hos Lantbruksakademien. Johan von Engeström blev 1894 ledamot av Lantbruksakademien, 1898 riddare av Vasaorden, 1906 riddare av Nordstjärneorden.
von Engeström var mycket intresserad av skogs- och lantbrukshistoria. 1877 författade han en sammanställning av det svenska skogsbrukets historia för Sveriges officiella statistik i avsnittet Skogs- och jagtväsendet i Sverige intill år 1870. Han företog 1881 en resa till Frankrike, Tyskland och Österrike för att studera lagstiftningen kring lantbruk och skogsvård. Bland andra arbeten inom området märks  Grunddragen utaf jordbrukets ekonomi (1881-1884), Vårt jordbruk förr och nu (1887), Spannmålshandeln i Sverige under 1700-talet (1912) och Jordegendomsförhållandena under 1700-talet (1913). Johan von Engeström var själv godsägare och ägare till Västerby säteri.